# Karawelowo
Karawelowo (bułg. Каравельово) – wieś w Bułgarii, w obwodzie Burgas, w gminie Ruen. W 2023 roku liczyła 466 mieszkańców.